# Адыгейцы
Адыге́йцы (адыг. адыгэ) — народ, включающий в себя несколько адыгских (черкесских) субэтносов. Коренное население Адыгеи, Краснодарского края, Кабардино-Балкарии и Карачаево-Черкесии. Образуют широкую диаспору в странах Ближнего Востока, а также в других регионах (Европа, США). Язык — адыгейский (западно-черкесский).

## Численность
Доля адыгейцев по районам на 2010 год по переписи:
| муниципальное образование | %    |
| ГО город Адыгейск         | 78,8 |
| Теучежский район          | 68,9 |
| Шовгеновский район        | 62,9 |
| Кошехабльский район       | 50,6 |
| Тахтамукайский район      | 32   |
| ГО город Майкоп           | 16,5 |
| Красногвардейский район   | 16,1 |
|                           |      |
| Республика Адыгея         | 25,2 |

## Возникновение и значение термина
В переписи населения СССР 1926 года был использован этнолингвистический критерий. Все кабардинцы (в Кабарде, нынешней Карачаево-Черкесии и Адыгее) записывались кабардинцами, а остальные черкесские группы на Кавказе — черкесами.
В переписи 1939 года уже наметился переход к территориальному критерию. Кабардинцами переписывается только население Кабарды, тогда как черкесское население остального Кавказа (включая этнических кабардинцев, живущих не на территории Кабардино-Балкарской АССР) переписывается адыгейцами. Это первое появление этнонима черкесов в виде «адыгейцы». В переписи 1939 года под словом «адыгейцы» имелась в виду значительно более широкая часть черкесского этноса, чем по последующим переписям.
К примеру, по переписи 2010 года адыгейцы расселены следующим образом: в Адыгее — 109,7 тыс.; Краснодарском крае — 13,8 тыс., Москве — 0,6 тыс., Кабардино-Балкарии — 0,6 тыс. (2010 г.).

## Субэтносы (племена) адыгов
Кроме общего самоназвания — Адыгэ, имеются названия каждого субэтноса:
- Абадзехи — Абдзэх;
- Адамийцы — Адэмый;
- Бесленеевцы — Беслъэней;
- Бжедуги — Бжъэдыгъу (в том числе, хамышевцы и черченейцы);
- Егерукаевцы — Еджэрыкъуэй;
- Кабардинцы — Кабардэй;
- Мамхеги — Мамхэгъ;
- Махошевцы — Махошъ;
- Темиргоевцы — Кӏэмгуй, Кӏэмыргъуэй;
- Тубинцы — Тубэх;
- Натухайцы — Нэтыхъуай;
- Шапсуги — Шэпсыгъ, в том числе Хакучи — Хьакӏуцу;
- Хатукайцы — Хьэтыкъуай;
- Убыхи — Туахъы;
- Жанеевцы — Жанэ;
- Хегайки;
- Хетуки — Хытыку;
- Чебсин — Цопсынэ;
- Гуайе — Гъоайе.

## Этнонимы адыгов
Во время Кавказской войны в Адыгею переселились многие кабардинцы и другие адыги. Сейчас все они на территории Адыгеи обычно называются адыгейцами.

## История создания автономии адыгейцев
27 июля 1922 года была образована Черкесская (Адыгейская) автономная область с центром в Краснодаре, территориально не входившем в её состав. С 24 августа 1922 года по 13 августа 1928 года — Адыгейская (Черкесская) автономная область. Со 2 августа 1924 года по 28 декабря 1934 года в составе Северо-Кавказского края, затем до 13 сентября 1937 год — Азово-Черноморского края. С образованием 13 сентября 1937 года Краснодарского края, Адыгейская АО была включена в его состав, находясь там вплоть до 1990 года.
10 апреля 1936 года административный центр Адыгейской АО был перенесён в г. Майкоп, который также был включён в состав АО. 28 апреля 1962 года к АО был присоединён Тульский (теперь Майкопский) район Краснодарского края.
5 октября 1990 года была провозглашена Адыгейская АССР, выделившись таким образом из состава Краснодарского края. 3 июля 1991 года президент РФ подписал указ о преобразовании АССР в ССР Адыгея. С 24 марта 1992 года — Республика Адыгея.